# Martha Raye

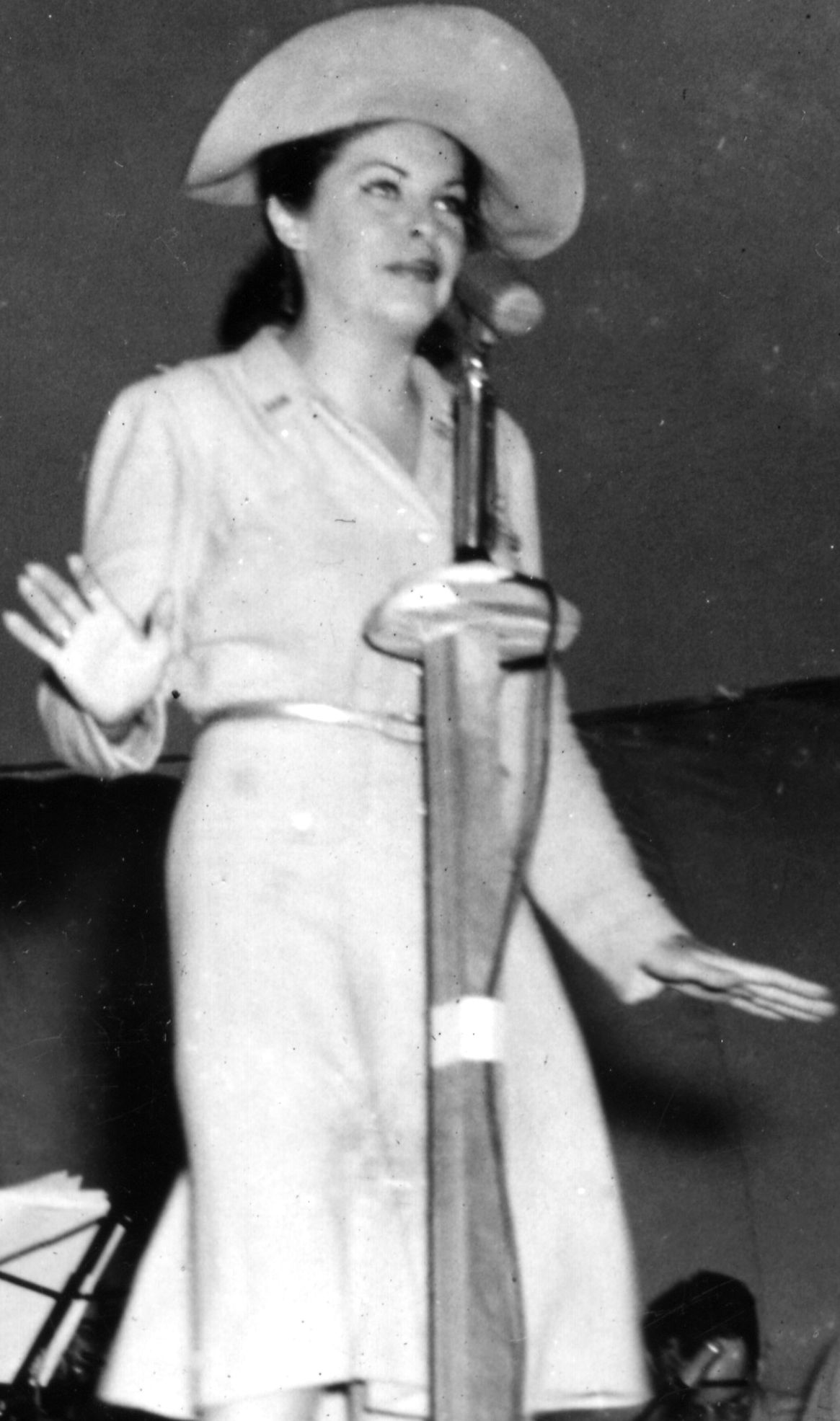
Martha Raye (um 1943)

Martha Raye (* 27. August 1916 in Butte, Montana als Margaret Teresa Yvonne Reed; † 19. Oktober 1994 in Los Angeles, Kalifornien) war eine US-amerikanische Schauspielerin und Sängerin, die vor allem als Interpretin komödiantischer Lieder bekannt wurde.

## Leben
Rayes Karriere als Sängerin und Schauspielerin begann schon in Kinderjahren; zusammen mit ihren Eltern, irischen Einwanderern, trat sie in lokalen Vaudeville Theatern wie dem Reed and Hooper auf. Nach ihrer kurzen Schulzeit in New York City begann sie in den frühen 1930er Jahren als Bandsängerin bei Paul Ash und Boris Morros. Bekannt wurde sie dabei für ihre Interpretation komischer Lieder. 1934 hatte sie ihren ersten Filmauftritt in A Nite in the Nite Club.
Raye gab 1936 in Rhythm on the Range ihr Filmdebüt an der Seite von Bing Crosby. Schnell erhielt sie größere Nebenrollen und in einigen kleineren Filmen auch Hauptrollen, wobei sie vor allem in Komödien und Musicals neben bekannten Komikern wie Bob Hope, Jack Benny, George Burns und W. C. Fields mitwirkte. 1941 spielte sie mit Abbott und Costello in deren Film Fallschirmakrobaten. Im selben Jahr verkörperte sie die Betty Johnson in In der Hölle ist der Teufel los! (unter anderem auch mit einer Swing-Tanz-Szene mit Dean Collins). Ihr heute noch bekanntester Film ist wahrscheinlich die schwarze Komödie Monsieur Verdoux – Der Frauenmörder von Paris, in dem sie 1947 an der Seite von Charlie Chaplin auftrat. 
In späteren Jahren war Raye fast ausschließlich in Fernsehproduktionen wie den Serien Love Boat und Mord ist ihr Hobby zu sehen. Ihre letzte Rolle spielte sie 1985 in dem Fernsehfilm Alice im Wunderland.

## Privates
Raye war siebenmal verheiratet. Von 1937 bis 1938 mit dem Stylisten Bud Westmore, von 1938 bis 1941 mit dem Komponisten David Rose, von 1941 bis 1944 mit Neal Lang, von 1944 bis 1953 mit dem Schauspieler Nick Condos, von 1954 bis 1956 mit dem Schauspieler Ed Begley, von 1956 bis 1960 mit Robert O’Shea und von 1991 bis zu ihrem Tod 1994 mit dem 33 Jahre jüngeren Schauspieler Mark Harris. Ihr einziges Kind, die Tochter Melodye Condos, bekam sie am 16. Juli 1944, der Vater war ihr vierter Ehemann Nick Condos. Martha Raye starb 1994 im Alter von 78 Jahren an einer Lungenentzündung.

## Filmografie (Auswahl)
- 1936: Rhythm on the Range
- 1936: The Big Broadcast of 1937
- 1937: Künstlerball (Artists & Models)
- 1937: Waikiki Wedding
- 1937: Doppelt oder Nichts (Double or Nothing)
- 1938: The Big Broadcast of 1938
- 1938: College Swing
- 1938: Tropic Holiday
- 1939: Never Say Die
- 1940: The Boys from Syracuse
- 1941: Fallschirmakrobaten (Keep 'Em Flying)
- 1941: In der Hölle ist der Teufel los! (Hellzapoppin’)
- 1944: Four Jills in a Jeep
- 1944: Pin Up Girl
- 1947: Monsieur Verdoux – Der Frauenmörder von Paris (Monsieur Verdoux)
- 1962: Spiel mit mir (Billy Rose’s Jumbo)
- 1970: Pufnstuf
- 1970–1971: The Bugaloos (Fernsehserie, 17 Folgen)
- 1976–1977: McMillan & Wife (Fernsehserie, 7 Folgen)
- 1979: Airport ’80 – Die Concorde (The Concorde … Airport ’79)
- 1979, 1981: Love Boat (The Love Boat, Fernsehserie, 2 Folgen)
- 1979–1984: Imbiß mit Biß (Alice, Fernsehserie, 12 Folgen)
- 1980: Die Skandalreporterin (The Gossip Columnist, Fernsehfilm)
- 1985: Mord ist ihr Hobby (Murder, She Wrote, Fernsehserie, Folge 1x19 Armed Response)
- 1985: Alice im Wunderland (Fernsehfilm)

## Auszeichnungen
Raye war 1953, 1954 und 1976 jeweils für einen Emmy und 1963 für einen Golden Globe nominiert. 1973 wurde sie mit dem Screen Actors Guild Life Achievement Award für ihr Lebenswerk ausgezeichnet. Am 2. November 1993 erhielt Raye die von US-Präsident Bill Clinton verliehene und durch Roy Benavídez überreichte Presidential Medal of Freedom (Freiheitsmedaille).